# Наука в Таджикистане
Наука на территории Таджикистана зародилась в древности, но современная сеть научных учреждений была создана в советский период. В период независимости научная сфера пришла в упадок — например, ежегодное число заявок на патенты в Таджикистане снизилось в 1994—2011

## Предыстория
Предки таджиков уже в глубокой древности добывали и использовали медь, свинец, золото, серебро, железо и драгоценные камни. Наиболее ранние письменные сведения о знакомстве среднеазиатских народов с математикой и астрономией приведены в «Авесте», где содержатся данные о движении небесных светил, системе счёта времени, некоторых математических правилах. В период рабовладельческих и раннефеодальных государственных образований в Средней Азии достигли высокого уровня развития материальное производство и культура: ремёсла, земледелие, градостроительство, искусства. Были созданы письменные памятники религиозного, политического и научного характера, многие из которых были уничтожены во время нашествия войск Арабского халифата (VII—VIII вв.).

## Наука в средние века
В IX—XI вв. Средняя Азия была одним из важнейших центров научной мысли Востока. В это время возникли астрономические обсерватории, «Дома мудрости», библиотеки, появились сделанные среднеазиатскими персидскими (таджикскими) учёными переводы и комментарии научного наследия Греции и Индии, а также оригинальные труды по математике, астрономии, минералогии, прикладной механике, физике, химии и медицине. Значительный вклад в развитие науки внесли ал-Хорезми, Хаббаш аль-Хасиб, Усман Балхи, ал-Фаргани,Закария ар-Рази (все — IX в.), Абу-л-Вафа, ал-Худжанди (оба — X в.) и многие другие. Появились первые труды по географии и геодезии Ахмада Сарахси, Абулаббаса Марвази (оба — IX в.), Абузайда Балхи, Джайхони (оба — X в.). Таджикским анонимным географом X в. оставлен труд «Худуд альалем» («Границы мира»). В XI—XIV вв. крупными научными центрами стали Хорезм, Бухара, Мерв, Газна и др. города, а в XV в. — Самарканд с астрономической обсерваторией Улугбека. Со средневековыми городами Таджикистана связаны имена Абу Насра Фараби, Абу Али Ибн Сины, ал-Бируни (X—XI вв.), Омара Хайяма (XI—XII вв.), ал-Джурджани (12 в.), Насир ад-Дина ат-Туси, ас-Самарканди, Джамаледдина Бухорои, Алишаха Бухорои (все — XIII в.), Убайдулла Бухорои, Мухаммада ас-Самарканди, Ансори (все — 14 в.) и др. Ведущими учёными самаркандской научной школы были Кази-заде ар-Руми, ал-Каши (оба — XIV—XV вв.), ал-Кушчи (XV в.). Значительных успехов в XIV—XV вв. достигли строительная техника и архитектура. Практиками и учёными древности были созданы многие сорта культурных зерновых и плодовых растений, выведены ценные породы животных (гиссарская овца, локайская и карабаирская лошади, зебувидный крупный рогатый скот, памирские яки, местные козы). Со 2-й половины XV вв. до XVII в. деятельность многих среднеазиатских учёных (ал-Кушчи, ал-Бирджанди, Камал ад-дин Бинаи, Мирам Челеби, Абдулкадыр Руяни, Бахауддин Амули и др.) была перенесена на территории современного Ирана, Турции; в Северной Индии работали Наджмиддин Алихан, Фарид Дехлеви и учёные астрономической школы Савай Джай Сингха (XVII—XVIII вв.).

## Наука 2-й половины XIX — начала XX вв
Со 2-й половины XIX в., после присоединения к России, начался новый этап изучения природы и производительных сил Таджикистана Значительную роль в естественнонаучных исследованиях принадлежала научным учреждениям и обществам России. Во 2-й половине XIX — начале XX вв. трудами русских учёных А. П. Федченко, В. Ф. Ошанина, Н. А. Северцова, И. В. Мушкетова, Г. Д. Романовского, П. П. Семёнова-Тян-Шанского, Д. Л. Иванова, Г. Е. Грумм-Гржимайло, В. Л. Комарова, С. И. Коржинского, Б. А. и О. А. Федченко, В. И. Липского, Н. Л. Корженевского, Д. И. Мушкетова, Д. В. Наливкина, Н. И. Вавилова и др. заложены современные представления о географии, геологии, климате, флоре и фауне Средней Азии, в том числе Памира. В 1884 издана первая геологическая карта Туркестанского края. Появились первые гидрометеорологические станции в Ходженте (1870), Ура-Тюбе (1873), Пенджикенте (1879) и Мургабе (1892).
Вовлечение Таджикистана в сферу экономических н научных интересов России, несмотря на великодержавную политику царизма, способствовало знакомству местных жителей с более совершенной земледельческой, промышленной и транспортной техникой, различными способами обработки земли, новыми с.-х. культурами (картофель, сахарная свёкла, овёс, томат и др.). Приобщение народов Средней Азии к русской культуре оказало влияние на формирование местной просветительской, научной и технической мысли XIX — начала XX вв. (Ахмад Дониш, Ходжи Халифа, Ходжи Юсуф, Якуби Фаранг и др.).

## Наука в XX в
С установлением Советской власти и образованием Таджикской ССР (1929 г.) началось создание первых научных учреждений. В 1932 г. в Душанбе вначале была образована база АН СССР, затем Таджикская база АН СССР (с 1941. В 1951 г. на базе Таджикского филиала АН СССР была образована Академия наук Таджикской ССР. Первыми учеными АН ТССР были Садриддин Айни, Мирзо Турсун-Заде, И. Н. Антипов-Каратаев, Б. Г. Гафуров, Б. Н. Ниязмухамедов, С. И. Плешко, А. А. Семёнов, Н. В. Смольский, С. М. Юсупова, X. А. Юлдашев, А. Ю. Якубовский.

## Общественные науки
Религиозно-философская мысль иранских народов восходит к «Авесте» — священному канону зороастризма (маздекизма). На основе зороастристских представлений о бесконечном времени как первоначальной субстанции возникло учение зерванизма.
В эпоху разложения рабовладельческого строя и возникновения феодальных отношений большое влияние приобрели манихейство (середина III в.) и маздакизм (конец V — начало VI вв.), воспринявшие от зороастризма учение о борьбе Добра и Зла.
С завоеванием Арабским халифатом Средней Азии господствующей идеологией стал ислам. Значительное распространение получил восточный аристотелизм, развивавшийся Абу Али Ибн Синой и его последователями (в том числе Омара Хайяма). Учение Ибн Сины содержало некоторые материалистические элементы (идея вечности материального мира, сенсуалистические моменты в теории познания и др.). Продолжением материалистической традиции Демокрита явилось учение Рази, который признавал естественные закономерности в природе и обществе и утверждал познаваемость мира. Получили распространение передовые идеи Бируни, противопоставлявшего религиозной картине мира естественно-научное понимание природы. Прогрессивной линии Ибн Сины и его последователей в философии противостоял калам — схоластическая философия ислама, возникшая в 8 в. и получившая широкое распространение в IX—XIV вв.
В XI в. значительное влияние приобрёл исмаилизм, философская доктрина которого сложилась на основе неоплатонизма и аристотелизма. С исмаилизмом была связана философия Хосрова. В 10—13 вв. большое распространение получил суфизм, философская догматика которого во многом противостояла правоверному исламу. Теоретические основы суфийских учений разработали таджикско-персидские мыслители Абу Сайд Мейхани, Харакани, Сулами, Кушайри, Санаи, Аттар, Руми. В условиях безраздельного господства ислама определённое прогрессивное значение имело философское учение Бедиля, сочетавшее идеи индуизма, восточного аристотелизма, неоплатонизма и суфизма;
После присоединения Средней Азии к России здесь под воздействием передовой русской общественно-политической мысли возникло демократическое просветительское направление (Ахмад Дониш и его последователи — Мухаммад Хайрат, Шамсиддин Шохин, Ташходжа Асири, Сахбо, Садриддин Айни и др.), выдвинувшее на первый план идеи национального прогресса и социальной справедливости и выступившее с критикой средневековых феодальных порядков.
В советские годы в Таджикистане появились кафедры философии, на которых велось изучение и преподавание в области диалектического и исторического материализма, научного коммунизма, философских вопросов естествознания. Ведущее философское учреждение — Отдел философии АН Таджикистана.

## Историческая наука
Зачатки исторических знаний появились у предков таджиков в глубокой древности. В IX—X вв. были написаны многочисленные исторические труды на фарси (дари) и арабских языках, в том числе «История Бухары» Мухаммада Наршахи, прозаическая «Книга царей» (957), явившаяся одним из источников эпопеи Фирдоуси «Шахнаме», и др. Среди таджикских исторических сочинений были труды, имеющие характер всеобщих историй, историй отдельных династий или правителей, областей и городов, биографии, мемуары и т. д. Особенно значительными и ценными являются труды Табора, Рашидаддина, Сайфи Хирави (XIII в.), Мирхонда, Хондемира (оба — XV—XVI вв.), Рузбехона (XVII в.) и др.
Представителем прогрессивного направления таджикской историографии в XIX в. явился Ахмад Дониш, гневно обличавший феодальных правителей и феодальный строй Бухарского ханства. Научная разработка истории таджиков началась после Октябрьской революции. Значительную работу по изучению истории Таджикистана проделало созданное в 1925 общество для изучения таджиков и иранских народностей за его пределами. В него входили видные русские учёныеА. А. Семенов, М. С. Андреев и др. Общество организовало ряд научных экспедиций, публиковало труды по истории, археологии, этнографии, антропологии таджиков. В 1930 организован Комитет таджиковедения при Наркомпросе Таджикской ССР, преобразованный в 1932 в Государственный научно-исследовательский институт (ГНИИ); Сектор истории, языка и литературы при Таджикской базе АН СССР (с 1941 — отдельный институт в составе Таджикского филиала АН СССР). В 1951 в составе АН Таджикской ССР создаётся институт истории, археологии и этнографии (ныне институт истории, археологии и этнографии им. Ахмада Дониша). Тогда же создан институт истории партии при ЦК КП Таджикистана. Оба эти института стали крупными центрами исторической науки в республике. Значительная научная работа ведется на кафедрах истории высших учебных заведений.
В 30-е гг. опубликованы работы научно-популярного характера, отражавшие успехи в развитии народного хозяйства и культуры Советского Т. В изучении истории дореволюционного Т. большую роль играли русские учёные В. В. Бартольд, А. Ю. Якубовский. В 1925 Бартольд опубликовал очерк «Таджики» и ряд трудов по истории Средней Азии, в которых значительное внимание уделялось истории Таджикистана. Большую помощь в подготовке национальных кадров историков, вооружённых марксистско-ленинской методологией, оказали ведущие вузы и научно-исследовательские институты Москвы, Ленинграда, Ташкента. В послевоенные годы широко развернулась разработка узловых проблем истории как дореволюционного, так и Советского Таджикистана.
Советская историография Таджикистана основное внимание уделяет исследованию производственных отношений, истории классовой борьбы, роли народных масс. Изучение социально-экономической и политической истории Таджикистана ведётся в разных аспектах: публикуются очерки социально-экономической и политической жизни отдельных ханств, бекств и районов, изучаются вопросы присоединения Средней Азии к России, возникновения капиталистических отношений в экономике, рост революционного движения, развитие общественно-политической мысли и демократического просветительства (С. Айни, З. Ш. Раджабов, Б. И. Искандаров, О. Р. Маджлисов, А. М. Мухтаров, М. Б. Бабаханов). Б. Г. Гафуров написал первый обобщающий труд «История таджикского народа в кратком изложении», который охватывает дореволюционный период, и в 1972 опубликовал капитальный труд «Таджики», где нашла освещение история таджикского народа от древнейших времен до новейшего времени.
В области истории советского общества большое внимание уделялось победе Великой Октябрьской социалистической революции и установлению Советской власти в республике, Гражданской войне, социалистическому строительству. История борьбы за установление и упрочение Советской власти в отдельных районах республики освещена в работах Т. Р. Каримова, Г. Х. Хайдарова, А. В. Макашова и др. В труде М. И. Иркаева рассмотрены вопросы Гражданской войны в Таджикистане. В трудах С. А. Раджабова и А. М. Богоутдинова показан процесс консолидации таджикской социалистической нации, национально-государственного строительства в республике. В исследованиях Х. Н. Дриккер, В. А. Козачковского, Б. А. Антоненко, К. П. Марсакова и в коллективной монографии «Очерк истории колхозного строительства в Таджикистане (1917—1965 гг.)» изучены социально-экономические отношения в таджикском кишлаке, история победы и упрочения колхозного строя. В коллективных трудах историков республики освещаются ход и особенности процесса индустриализации Таджикистана, современное развитие промышленности республики, основные этапы и особенности формирования рабочего класса в Таджикистана. Обобщением региональных исследований в области истории рабочего класса Советского Таджикистана. явилась коллективная монография «История рабочего класса Таджикистана (1917—1970 гг.)» (т. 1—2). В работах З. Ш. Раджабова, М. Р. Шукурова рассмотрены отдельные периоды и проблемы культурной революции. Значительная литература опубликована по истории Таджикистана в годы Великой Отечественной войны. В трудах Л. П. Сечкиной, Д. Усманова, С. Рахимова и др. исследователей показаны героизм воинов-таджиков на фронтах и самоотверженный труд работников тыла.
Благодаря успехам, достигнутым в изучении отдельных проблем истории таджикского народа, накоплению большого фактического материала стало возможным написание трудов «История таджикского народа» в 3 томах (5 книгах) и «История Таджикской ССР» (учебное пособие для вузов). Изданы «Очерки истории Коммунистической партии Таджикистана», освещающие деятельность партийной организации республики в ходе строительства социализма и коммунизма. Выпущена серия сборников документов по истории партийного строительства, индустриализации, коллективизации сельского хозяйства, культурного строительства.
Планомерные археологические исследования в Таджикистане развернулись лишь в советское время. В 1946 создана Таджикская археологическая экспедиция во главе с А. Ю. Якубовским. В 1952 организован сектор археологии и нумизматики при институте истории им. А. Дониша АН Таджикской ССР. К середине 70-х гг. разработана историческая география древних областей Таджикистана, подготовлены обзоры и археологические карты почти всех районов республики. Ведутся исследования памятников первобытно общинного и рабовладельческого строя. Собран значительный материал о культуре населения Таджикистана в средние века, изучаются экономика и культура средневековых городов. Раскопки крепостей Западного Памира и Северного Таджикистана. дали материал для истории таджикской фортификации. Начаты исследования древней ирригационной системы долины Вахша. Ценный вклад в археологию Таджикистана. внесли М. М. Дьяконов, А. П. Окладников, А. М. Беленицкий, Б. А. Литвинский, А. М. Мандельштам, Н. Н. Негматов, В. А. Ранов, Е. А. Давидович, В. Л. Воронина.
Укреплялись научные связи историков республик Средней Азии и Казахстана. Были традицией совместные сессии по актуальным проблемам исторической науки. Историки Таджикистана, Узбекистана, Киргизии, Туркменистана и Казахстана подготовили коллективные труды «Победа Советской власти в Средней Азии и Казахстане», «История Коммунистических организаций Средней Азии». Проводилась совместная работа по истории рабочего класса, аграрных социалистических преобразований и культурного строительства. Историки Таджикистана участвовали в создании обобщающих трудов по истории СССР, истории исторической науки, национального государственного строительства и др.
В годы независимости, в Институте истории, археологии и этнографии АН Таджикистана в 1998—2011 гг. был написан фундаментальный труд «История таджикского народа» в 6 томах.

## Экономическая наука
Зарождение экономической мысли в Таджикистане относится к эпохе раннего Средневековья. Труды мыслителей IX—XIV вв. Абу Насра Фараби, Абу Али Ибн Сины, Абу Хамида Газали, Насирэддина Туси, Насира Хосрова, Низам аль-Мулька, Фазлуллоха Рашиддина содержат ценные сведения экономического характера. Вопросами налоговой политики и финансов занимались учёные XV—XVI вв. Джалаледдин Даввани, Махмуд Мирхонд, Гиясаддин Хондемир и др. Предложения о проведении экономических реформ выдвигались многими учёными в течение XVII—XIX вв. Однако большинство проектов реформ носило ограниченный характер и было направлено главным образом на поощрение развития ремёсел и т. п. Авторы реформ не знали радикальных путей изменения социально-экономической жизни Таджикистана. Наиболее решительно выступил за преодоление многовекового хозяйственного застоя родоначальник просветительского направления общественно-политической мысли Средней Азии Ахмад Дониш.
После присоединения Средней Азии к России были опубликованы труды русских учёных (В. Н. Бебера, А. Губаревича-Радобыльского, С. И. Гулишамбарова, В. В. Заорской, К. А. Александера, А. А. Кушакевича, Д. Н. Логафета, Н. И. Малаховского и др.). в которых наряду с др. сведениями содержалась общая характеристика экономики края и некоторых её отраслей. Однако из-за отсутствия сколько-нибудь удовлетворительных статистических данных большинство этих трудов носило поверхностный характер.
Научная разработка экономических проблем Таджикистана стала возможной только после Октябрьской революции. В 20-е гг. были опубликованы труды Ю. И. Пославского, Б. Сегала, Г. Чёрного, А. П. Демидова, Н. И. Балашова, В. Балхова и др. В них была предпринята попытка дать комплексную характеристику экономики республики.
В 1930—1940-х гг. ведущие научные центры страны оказывали Таджикистану большую помощь в определении путей ликвидации экономической отсталости. На основе работ Таджикско-Памирской комплексной экспедиции АН СССР в 1933 были опубликованы материалы конференции по изучению производительных сил Таджикистана, в которых впервые была дана научная оценка перспектив развития производительных сил республики. Исследование крупных экономических проблем стало возможным только с начала 1950-х гг. К этому времени в республике сформировались квалифицированные национальные кадры экономистов. Учёные-экономисты Таджикистана ведут исследования по проблемам политической экономии, истории народного хозяйства, долгосрочного прогнозирования развития производительных сил и их размещения, эффективности общественного производства, темпов и пропорций народного хозяйства, экономики отраслей народного хозяйства, экономико-математических методов планирования и др. (Р. Ю. Юсуфбеков, Х. Б. Салбиев, Т. М. Миракилов, В. Г. Ли, О. Т. Тошев, Х. С. Саидмурадов, Р. К. Рахимов, И. К. Нарзикулов, Т. Н. Назаров, К. Ш. Джураев, Д. Х. Каримов, Б. Р. Фатидинов, М. М. Мамадназарбеков, Х. З. Зайниддинов, Н. К. Каюмов, И. А. Аероров, Я. Т. Бронштейн, А. Г. Ходжибаев и др.), а также проводят большую работу непосредственно на промышленных предприятиях, в колхозах и совхозах, где помогают их коллективам внедрять НОТ, механизацию, автоматизацию и химизацию производства, тем самым укрепляя связь науки с производством. Главные центры экономических исследований: институт экономики АН Таджикской ССР (основан в 1964), НИИ экономики и экономико-математических методов планирования с Вычислительным центром при Госплане Таджикской ССР (основан в 1971), Совет по изучению производительных сил (СОПС) АН Таджикской ССР (основан в 1951), Отдел экономики Таджикского НИИ земледелия министерства сельского хозяйства Таджикской ССР. Подготовка кадров экономистов с высшим образованием осуществляется на экономических факультетах Таджикского университета им. В. И. Ленина, Таджикского сельскохозяйственного института, Таджикского политехнического института.

## Юридическая наука
В трудах выдающихся мыслителей Средней Азии Абу Насра Фараби, Абу Али Ибн Сины, в отдельных трактатах (например, в «Книге об управлении государством», XI в.) наряду с философскими положениями выдвигались и государственно-правовые идеи. Однако юридические науки в Таджикистане получили развитие только после Октябрьской революции.
Важная роль в формировании и развитии правовой науки принадлежит созданному в 1949 юридическому факультету Таджикского университета.
Значительное место в исследованиях таджикских учёных занимают проблемы создания и совершенствования национальной государственности народов Средней Азии, становления национальной государственности таджикского народа (работы С. А. Раджабова, Д. Д. Дегтяренко и др.). Создан ряд монографий, посвященных роли государства и права в строительстве социализма и коммунизма, теоретическим основам некапиталистического пути развития государств и т. д. Ведутся исследования в области гражданского права (в 1970 издан Сборник работ кафедры гражданского права и процесса Таджикского университета), государственного строительства и укрепления социалистической законности (работы Ш. Разыкова, Ф. Тахирова, А. М. Мавлянова, А. Иманова, С. Касымова, Р. С. Гимпелевич, В. Г. Мелкумова), криминалистики (работы Д. Р. Джалилова и др.). Выпущен специализированный русско-таджикский юридический терминологический словарь.

## Филологическая наука
Налаживанию филологических исследований в Таджикистане способствовал приезд ряда видных русских учёных-востоковедов: Е. Э. Бертельса, И. С. Брагинского, А. А. Семенова, М. С. Андреева, B. C. Расторгуевой, А. З. Розенфельд, И. М. Оранского, В. А. Лившица, А. П. Смирновой, Дж. И. Эдельман, Р. Л. Неменовой, Л. В. Успенской, Н. Н. Ершова и др.
В 1940 г.  был образован Институт истории, языка и литературы им. А. Рудаки, который вошёл как самостоятельное научное учреждение в состав Таджикского филиала АН СССР.
После образования в 1951 г. Академии наук Таджикской ССР был создан самостоятельный Институт языка и литературы с четырьмя научно- исследовательскими секторами: языка, классической литературы, советской литературы и словарей. В области таджикской филолологической науки и востоковедения внесли свой вклад ученые: С. Айни, А. Мирзоев, М.Ф. Фазылов,  Х.М. Мирзо-заде, Н.А. Масуми, A.M. Маниязов, Д. Саймиддинов, Х.Х. Отахонова,  А. Афсахзод, К.С. Айни, 3. Ахрори, А. Алимардонов, X. Назаров, А. Зухуриддинов, Д. Саидмуродов, Дж. Додалишоев, С. Сиддиков, С. Шохуморов и других были изданы не только в республике, но и за её пределами.
Достижением учёных филологов Таджикистана является подготовка к изданию и публикация таких фундаментальных научно-исследовательских работ, как «История таджикской советской литературы» в шести томах, «Свод таджикского фольклора» в 35-ти томах, «Толковый словарь таджикского языка» в двух томах, «Очерки по истории таджикской литературы» в 12-ти томах, «Опыт научного обобщения южных говоров таджикского языка» в пяти томах, «Таджикско-русский словарь», «Русско-таджикский словарь», «Шугнано-русский словарь», «Толковый словарь современного таджикского литературного языка», серия исследований по истории таджикского языка, издание собрания сочинений С. Айни, А.Лахути, других таджикских писателей и поэтов, а также представителей классической и современной таджикской литературы. Важным этапом научной деятельности учёных-языковедов института стало создание новой «Орфографии таджикского языка».
Основные направления исследований востоковедов Института востоковедения АН Таджикской ССР (образован в 1970 г.) были: актуальные проблемы истории культуры стран зарубежного Востока (Афганистана, Ирана, Индии, Пакистана и стран арабского Востока); научное описание Фонда рукописей АН РТ; составление и издание кратких и полных каталогов восточных рукописей; творчество наиболее видных представителей таджикско-персидской литературы и науки; поиск и публикация наследия; перевод на русский и таджикский языки важнейших памятников истории культуры народов Центральной Азии; налаживание международных связей для совместного издания памятников письменности. Фонд восточных рукописей насчитывает свыше 5750 рукописных книг и около 6350 литографий на таджикском, персидском, арабском, тюркском, иврите и других языках, которые содержат свыше 30 тыс. различных трактатов и произведений по всем отраслям древней и средневековой науки и культуры. Наиболее древние из них относятся к XI-XII вв. Подготовлена электронная версия 5680 экземпляров оригинальных рукописей.